# Marco Pogo
Marco Pogo, pseudonimo di Dominik Wlazny (Vienna, 27 dicembre 1986), è un musicista e politico austriaco.
È il fondatore e leader del Partito della Birra, movimento politico di ispirazione satirica.

## Biografia

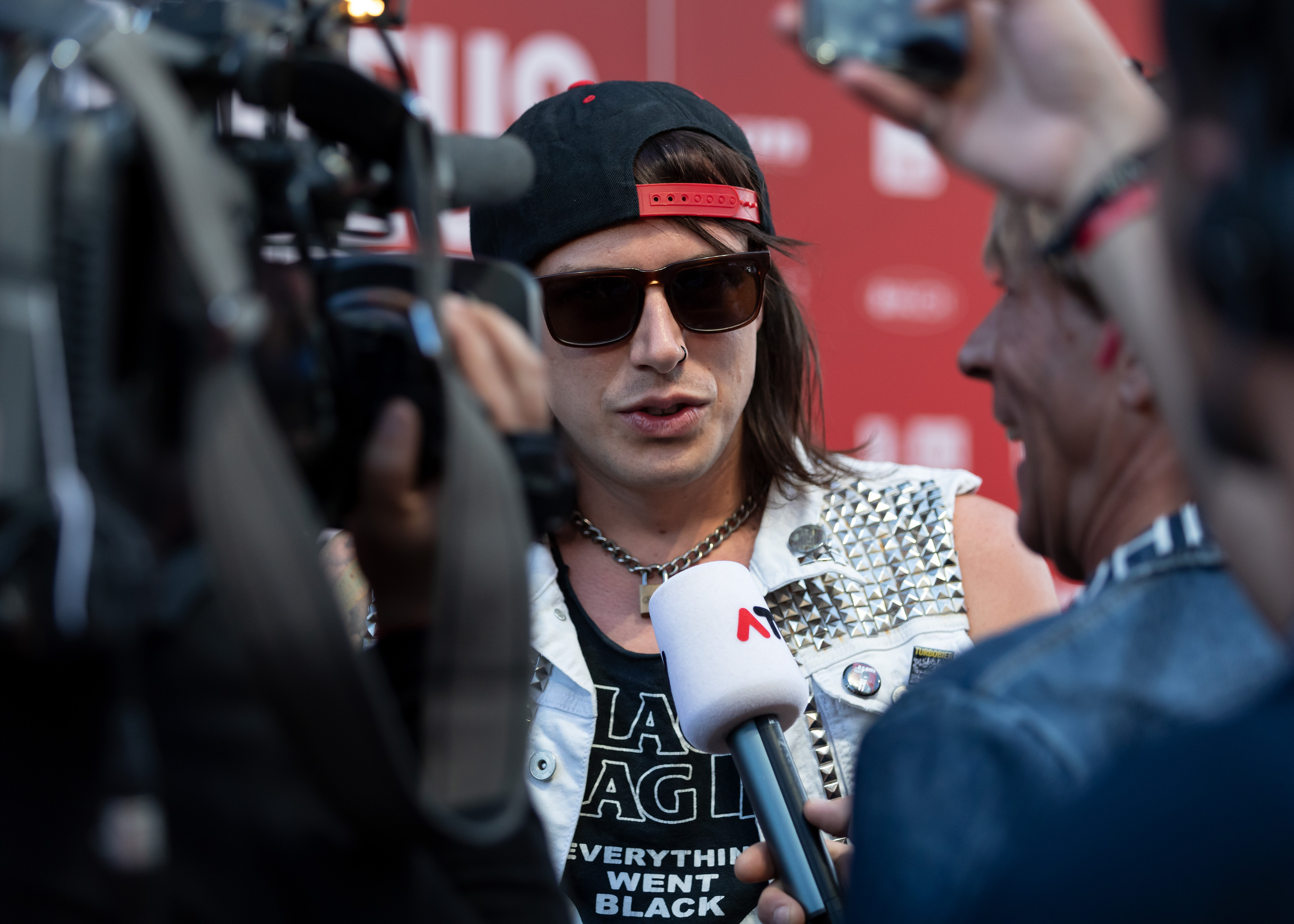
Wlazny agli Amadeus Austrian Music Awards 2019

Wlazny è nato a Vienna nel 1986. Ha suonato la chitarra fin dall'infanzia e ha iniziato a fare musica professionalmente all'età di 16 anni. Nel 2003 è diventato cantante e bassista dei The Gogets e ha adottato il suo nome d'arte, Marco Pogo. Nel 2005 si è diplomato alla scuola secondaria di Hollabrunn e ha iniziato a studiare medicina presso l'Università di medicina di Vienna. Ha completato la sua tesi nel 2012 sull'efficacia e la tollerabilità dell'azitromicina.
Dal 2014 Wlazny è il frontman del gruppo punk rock Turbobier. Dopo aver raggiunto il successo con la band, ha deciso di dedicarsi alla musica a tempo pieno. Hanno raggiunto la vetta delle classifiche degli album austriaci e hanno vinto l'Amadeus Austrian Music Award nel 2016 e nel 2022. Nel 2016, Wlazny ha fondato l'etichetta indipendente Pogo's Empire.
Come medico, Wlazny ha esplicitamente sostenuto le misure per contrastare la pandemia di COVID-19. Prima di un concerto di Turbobier nell'agosto 2021, ha personalmente somministrato vaccinazioni contro COVID-19 a trenta persone.
Wlazny ha pubblicato il libro Gschichtn (Storie) nell'ottobre 2021, raccontando storie e aneddoti della sua vita.

## Carriera politica
Wlazny ha fondato in Austria il Partito della Birra Austriaco (Bierpartei Österreich) nel 2014. Ciò ha coinciso con l'uscita della canzone Die Bierpartei nell'album di debutto dei Turbobier. Il partito satirico ha partecipato per la prima volta alle elezioni parlamentari in Austria del 2019, presentando la propria lista a Vienna: Wlazny fu il candidato principale del partito, che ottenne poco meno di 5.000 voti (0,10%) e nessun seggio. Il partito si è candidato di nuovo alle elezioni statali a Vienna del 2020 e, sebbene non sia riuscito a vincere seggi nel consiglio comunale con l'1,8% dei voti, il partito ha vinto undici seggi in vari consigli distrettuali. Wlazny, di nuovo  candidato principale, fu eletto nel consiglio di Simmering. Wlazny ha attirato l'attenzione per le sue acrobazie politiche e le apparizioni sui media. Alle elezioni, partecipa con il suo vero nome.

### Elezioni presidenziali del 2022

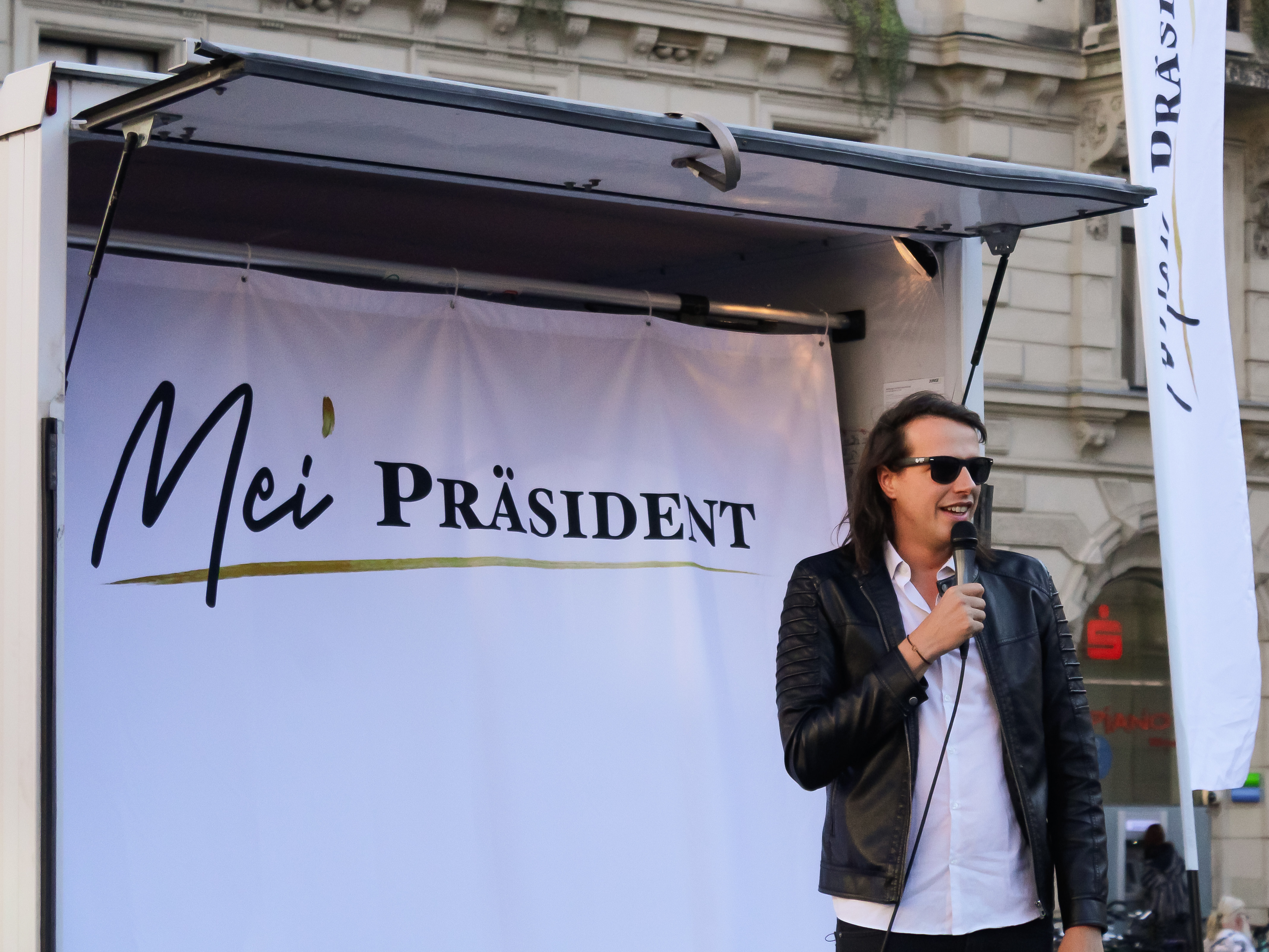
Wlazny a Graz durante la campagna elettorale 2022

Wlazny ha annunciato alla fine del 2021 che si sarebbe candidato alle elezioni presidenziali del 2022. Due mesi prima delle elezioni, il 19 agosto ha annunciato di aver raccolto le 6.000 firme necessarie per candidarsi, primo candidato a farlo. A 35 anni e 10 mesi, è diventato il candidato più giovane in assoluto alla presidenza dell'Austria (l'età minima per candidarsi è di 35 anni).
Rispetto alle precedenti campagne, il programma elettorale di Wlazny è stato presentato in maniera seria e professionale. Ha proposto un nuovo processo di valutazione basato sulle competenze per i ministri federali e l'istituzione di un "ministero del futuro" per garantire una pianificazione a lungo termine "oltre la prossima tornata elettorale". Ha chiesto una consulenza e una responsabilità più esperte nel governo e l'introduzione di corsi di alfabetizzazione mediatica nel curriculum scolastico. Ha suggerito che il presidente dovrebbe agire più come una guida morale e ha parlato della necessità di una maggiore azione per quanto riguarda l'inflazione, l'assistenza sanitaria, le energie rinnovabili, i rifugiati e l'istruzione.
Sorprendentemente, Wlazny ha ottenuto 307.449 voti (8,31%), risultando così il terzo candidato più votato.

## Opere
- (DE) Marco Pogo, Gschichtn, Vienna, Seifert, 2021, ISBN 978-3-904123-49-5.